# Mietłówka
Mietłówka lub Miętlówka (1110 m) –  wzniesienie na Pogórzu Gubałowskim (w Paśmie Gubałowskim). Znajduje się w zachodniej części tego pasma, w łukowato wygiętym grzbiecie Palenicy Kościeliskiej (1183 m). Zbudowane jest z fliszu karpackiego (piaskowce i łupki).
Od szczytu Mietłówki w kierunku zachodnim równomiernie opada grzbiet zwany Płazowskim Wierchem. Oddziela on Dolinę Czarnego Dunajca od doliny Iwańskiego Potoku. Część stoków Mietłówki i Płazowskiego Wierchu porasta las, ale, dużą część jest bezleśna, zajęta przez polany, łąki i zabudowania miejscowości Witów. Są to polany: Kojsówka, Płazówka, Długa Polana, Ciepłówka,
Kierpcówka, Dziedzicówka. Ze zboczy opadających do Doliny Czarnego Dunajca spływa kilka potoków. Największy to Wielki Głęboki Potok wcinający się między Mietłówkę a Palenicę Kościeliską, z dolnej części południowo-zachodnich zboczy Mietłówki spływają ponadto trzy niewielkie potoki: Szymonów Potok, Bobków Potok i Mały Głęboki Potok.